# Bdelyrus genieri
Bdelyrus genieri là một loài bọ cánh cứng trong họ Bọ hung (Scarabaeidae).